# Tamta
Tamta Goduadze (in georgiano თამთა გოდუაძე?; in greco Τάμτα Γκοντουάτζε?; Tbilisi, 10 gennaio 1981) è una cantante georgiana naturalizzata greca.
Ha rappresentato Cipro all'Eurovision Song Contest 2019 con il brano Replay.

## Biografia
Nata a Tbilisi, la capitale dell'allora Repubblica Socialista Sovietica Georgiana, Tamta si è sposata a 14 anni e ha divorziato a 20. Si è trasferita con la sua famiglia in Grecia quando aveva 22 anni.
Nel 2004 ha preso parte alle audizioni del talent show Super Idol, basato sul format britannico Pop Idol, dove è stata selezionata fra i finalisti, fino a classificarsi seconda a fine programma.
Dopo aver pubblicato il suo album di debutto eponimo su etichetta discografica Minos EMI, parte del gruppo della Universal, ha partecipato alle selezioni greche per l'Eurovision Song Contest 2007 con il brano in lingua inglese With Love. Si è classificata terza. Il suo secondo album Agapīse me è uscito a maggio 2007.
Ha provato inoltre a partecipare all'Eurovision Song Contest 2009, sia per la Grecia che per Cipro, ma il progetto non si è materializzato. Ha collaborato con il rappresentante eurovisivo greco di quell'anno, Sakis Rouvas, sul suo nuovo singolo Tharros ī alītheia; il suo terzo album omonimo è uscito nel 2010.
Dal 2014 Tamta è impegnata con il talent show The X Factor: ha partecipato come giudice per X Factor Georgia nelle edizioni prima, seconda e quinta, e per X Factor Grecia nelle edizioni quarta e quinta.
Alla fine del 2018 è stato rivelato che l'ente radiotelevisivo nazionale cipriota Cyprus Broadcasting Corporation (CyBC) le ha proposto di rappresentare l'isola all'Eurovision Song Contest 2019 con un brano intitolato Replay. La sua partecipazione è stata confermata dalla stessa CyBC il successivo 21 dicembre. Dopo essersi qualificata dalla prima semifinale del 14 maggio, si è esibita per undicesima nella finale del 18 maggio successivo. Qui si è classificata 13ª su 26 partecipanti con 109 punti totalizzati, di cui 32 dal televoto e 77 dalle giurie, regalando a Cipro il secondo migliore risultato del decennio dopo il secondo posto conquistato da Eleni Foureira l'anno precedente. È stata la più votata dal pubblico di Georgia e Grecia, e la più popolare fra i giurati della Grecia.
Nel 2019 ha inciso con Snik il singolo Señorita, che si è posizionato in vetta alla classifica greca, ottenendo il quadruplo disco di platino dalla IFPI Greece con 80 000 unità vendute. Anche Den eisai edo ha ottenuto una certificazione di platino.

## Discografia

### Album in studio
- 2006 – Tamta
- 2007 – Agapīse me
- 2010 – Tharros ī alītheia
- 2023 – Identity Crisis
- 2025 – The Villain Heroine

### EP
- 2020 – Awake

### Raccolte
- 2017 – Best of Tamta
- 2024 – The Villain

### Singoli
- 2006 – Ftais
- 2006 – Den teleiōnei etsi ī agapī
- 2007 – Einai krima
- 2007 – With Love
- 2007 – Agapō (Wanna Play)
- 2007 – Mia stigmī esy ki egō
- 2008 – Koita me
- 2010 – Tharros ī alītheia (con Sakis Rouvas)
- 2010 – Egōista (con Isaias Matiaba)
- 2010 – Fotia
- 2011 – Zīse to opistefto (Oblivion)
- 2012 – Niōse tīn kardia
- 2012 – Konta sou
- 2013 – Pare me
- 2014 – Den eimai oti nomizeis
- 2014 – Gennīthīka gia sena/Always Broken (con Xenia Ghali)
- 2015 – Unloved
- 2016 – To kati parapanō
- 2017 – Protimō
- 2017 – Īlious kai thalasses
- 2018 – Pes mou an tolmas
- 2018 – Arches kalokairiou
- 2018 – Na me pareis makria
- 2019 – Replay
- 2019 – Señorita (con Snik)
- 2019 – Sex with Your Ex
- 2020 – Yala (feat. Stephane Legar)
- 2020 – Den eisai edo (con Mente Fuerte)